# دیوید آلپی
دیوید آلپی (انگلیسی: David Alpay؛ زادهٔ ۶ اکتبر ۱۹۸۰) یک هنرپیشه، و تهیه‌کننده تلویزیونی اهل کانادا است. وی از سال ۲۰۰۲ میلادی تاکنون مشغول فعالیت بوده‌است.

## گزیده فیلمشناسی
از فیلم‌ها یا برنامه‌های تلویزیونی که وی در آن نقش داشته‌است می‌توان به آثار زیر اشاره کرد.
- آرارات
- کوانتیکو
- بستن حلقه
- آن‌ها در حال تماشا هستند
- همه کلاه